# Pjotr Iwanowitsch Sajew
Pjotr Iwanowitsch Sajew (russisch Пётр Иванович Заев; * 26. Juli 1953 in Ssjolki, Oblast Woronesch, heute Oblast Lipezk; † 29. November 2014 in Lipezk) war ein sowjetischer Boxer. Er gewann bei den Olympischen Spielen 1980 in Moskau eine Silbermedaille im Schwergewicht.

## Werdegang
Piotr Sajew begann als Jugendlicher in der Sportgemeinschaft Dynamo mit dem Boxen. In jener Zeit gehörte er dem Sportclub Dynamo Lipezk an. Später trat er in die Sowjetarmee ein, wo er in den Offiziersrang aufstieg und wurde Mitglied des zentralen Sportklubs der Armee, ZSKA Moskau. Als Erwachsener war er für einen Schwergewichtler mit einer Größe von „nur“ 1,79 Metern und einem Gewicht von ca. 87 kg relativ klein und leicht.
Im Jahre 1973 nahm er im Alter von 20 Jahren erstmals bei der sowjetischen Meisterschaft der Senioren teil und konnte im Viertelfinale und im Halbfinale so gute und erfolgreiche Boxer wie Igor Wyssozki und Wiktor Uljanitsch besiegen. Im Finale dieser Meisterschaft hatte er aber Pech, denn er musste im Kampf gegen Jewgeni Gorstkow in der 2. Runde wegen einer Verletzung aus dem Kampf genommen werden. 1975 besiegte er bei der sowjetischen Meisterschaft im Halbfinale wieder Wiktor Uljanitsch und unterlag im Finale wiederum Jewgeni Gorstkow, dieses Mal aber nach Punkten. In der Sowjetunion wurde in jenen Jahren auch noch der sog. „Absolute Meister“ ermittelt. Bei dieser Meisterschaft nahmen in der Regel die besten Faustkämpfer der drei schwersten Gewichtsklassen (Mittel-, Halbschwer und Schwergewicht) teil. 1975 gelang es Piotr Sajew diese Meisterschaft mit einem Punktsieg im Finale über Michail Subbotin zu gewinnen.
1976 und 1977 sowie bei der Ermittlung des absoluten Meisters 1977 belegte er bei den sowjetischen Meisterschaften jeweils den 2. Platz. In den Endkämpfen unterlag er dabei Wiktor Iwanow (1976) und zweimal Jewgeni Gorstkow (1977). In den Halbfinalkämpfen hatte er vorher Jewgeni Gorstkow (1976), Igor Wyssozki (1977) und Gennadi Kokurin (1977) geschlagen. 1978 und 1979 fehlte er bei der sowjetischen Meisterschaft, aber im Jahre 1980 gelang es ihm sowjetischer Meister zu werden. Er besiegte dabei im Achtelfinale Wjatscheslaw Jakowlew, im Halbfinale Jewgeni Gorstkow und im Finale Alexander Jagubkin nach Punkten.
Bei internationalen Meisterschaften (Welt- und Europameisterschaften, Olympische Spiele) wurde Pjotr Sajew in den Jahren bis 1979 nicht eingesetzt. Er siegte aber 1978 bei der 14. Meisterschaft der Warschauer-Pakt-Staaten (SKDA-Meisterschaft) in Lwow und schlug dabei im Halbfinale Ion Cernat aus Rumänien und im Finale Roberto Gomez aus Kuba jeweils mit 5:0-Richterstimmen nach Punkten.
Den größten Erfolg in seiner Laufbahn feierte Piotr Zajew dann bei den Olympischen Spielen 1980 in Moskau. Er schlug dort im Schwergewicht Aziz Salihu aus Jugoslawien (5:0), Francesco Damiani, Italien (5:0) und Jürgen Fanghänel aus der DDR (5:0) jeweils nach Punkten und stand im Endkampf dem Kubaner Teófilo Stevenson gegenüber, der ihn fast um Haupteslänge überragte. Zajew lieferte Stevenson aber einen beherzten Kampf und verlor nur knapp nach Punkten (1:4) aber gewann dennoch die Silbermedaille.

## Internationale Erfolge
| Jahr | Platz  | Wettbewerb                                                     | Gewichtsklasse | Ergebnis |
| 1974 | 2.     | Giraldo Cordova Cardin-Turnament in Camagüey/Kuba              | Schwer         | nach einer Niederlage im Finale gegen Teófilo Stevenson, Kuba |
| 1974 | 2.     | 15. Polizei-Meistersch. der Ostblock-Staaten in Miskolc/Ungarn | Schwer         | nach einer Punktniederlage im Finale gegen Istvan Edöcs, Ungarn |
| 1975 | 2.     | 5. Intern. Turnier in Minsk                                    | Schwer         | nach einer Punktniederlage im Finale gegen Nikolai Malich, UdSSR |
| 1975 | 1.     | Intern. Turnier in Moskau                                      | Schwer         | nach einem techn. KO-Sieg in der 2. Runde im Finale über Roberto Taylor, Kuba                                                                                             |
| 1977 | 2.     | Golden-Gloves-of-Belgrad                                       | Schwer         | nach einer Abbruch-Niederlage in der 1. Runde wegen Verletzung gegen Jürgen Fanghänel, DDR                                                                                |
| 1978 | 1.     | 14. SKDA-Meisterschaft in Lwow                                 | Schwer         | nach Punktsiegen über Ion Cernat, Rumänien und Roberto Gomez, Kuba |
| 1978 | 1.     | Belgrad's-Liberation-Turnament                                 | Schwer         | |
| 1979 | 2.     | Intern. Turnier in Alma Ata                                    | Schwer         | nach Punktsiegen über I. Arakelow und Wiktor Tereschtschenko und einer Punktniederlage gegen Jewgeni Gorstkow, alle UdSSR                                                 |
| 1980 | 1.     | Kings-Cup in Bangkok                                           | Schwer         | nach einem Punktsieg im Finale über James Omodi, Kenia |
| 1980 | Silber | OS in Moskau                                                   | Schwer         | nach Punktsiegen über Aziz Salihu, Jugoslawien (5:0), Francesco Damiani, Italien (5:0) und Jürgen Fanghänel (5:0) und einer Punktniederlage gegen Teofilo Stevenson (1:4) |

## Länderkämpfe
| Jahr | Ort         | Begegnung       | Gewichtsklasse | Ergebnis                                       |
| 1974 | Moskau      | UdSSR gegen USA | Schwer         | Punktniederlage gegen Emory Chapman            |
| 1976 | Taschkent   | UdSSR gegen USA | Schwer         | Punktsieg über Marvin Stinson                  |
| 1976 | Las Vegas   | USA gegen UdSSR | Schwer         | Punktsieg über Marvin Stinson                  |
| 1976 | New York    | USA gegen UdSSR | Schwer         | Abbruchsieg in der 3. Runde über Reggie Milton |
| 1977 | Shreveport  | USA gegen UdSSR | Schwer         | Punktniederlage gegen Greg Page                |
| 1977 | Milwaukee   | USA gegen UdSSR | Schwer         | Punktniederlage gegen Tony Tubbs               |
| 1977 | Las Vegas   | USA gegen UdSSR | Schwer         | Abbruchsieg in der 2. Runde über Woody Clark   |
| 1977 | New Orleans | USA gegen UdSSR | Schwer         | Punktsieg über Ed Greg                         |
| 1979 | Lafayette   | USA gegen UdSSR | Schwer         | Punktsieg über Phillip Brown                   |

## UdSSR-Meisterschaften
| Jahr | Platz | Gewichtsklasse | Ergebnis |
| 1973 | 2.    | Schwer         | nach Punktsiegen im Viertel- u. Halbfinale über Igor Wyssozki und Wiktor Petrowitsch Uljanitsch u. tech. KO-Niederlage in der 2. Runde (Verletzung) gegen Jewgeni Nikolajewitsch Gorstkow |
| 1975 | 2.    | Schwer         | nach Punktsieg im Halbfinale über Wiktor Uljanitsch und Punktniederlage im Finale gegen Jewgeni Gorstkow                                                                                  |
| 1975 | 1.    | Schwer         | Ermittlung des „absoluten Meisters“: Punktsieg im Finale über Michail Subbotin |
| 1976 | 2.    | Schwer         | nach Punktsieg im Halbfinale über Jewgeni Gorstkow und Punktniederlage im Finale gegen Wiktor Wladimirowitsch Iwanow                                                                      |
| 1977 | 2.    | Schwer         | nach Punktsieg im Halbfinale über Igor Wisozki und Abbruch-Niederlage in der 2. Runde gegen Jewgeni Gorstkow                                                                              |
| 1977 | 2.    | Schwer         | Ermittlung des „absoluten Meisters“: nach Punktsieg im Halbfinale über Gennadi Kokurin und Punktniederlage im Finale gegen Jewgeni Gorstkow                                               |
| 1980 | 1.    | Schwer         | nach Punktsieg im Halbfinale über Jewgeni Gorstkow und Punktsieg im Finale über Alexander Gennadjewitsch Jagubkin                                                                         |

## Erläuterungen
- OS = Olympische Spiele
- Schwergewicht, damals Gewichtsklasse über 81 kg Körpergewicht